# Daoko
Daoko (だをこ estilizado como "daoko" o "DAOKO"?) (4 de marzo de 1997) es una rapera y cantante japonesa. Empezó su carrera cuando un vídeo que subió a la plataforma Nico Nico Douga llamó la atención en 2012, a la temprana edad de 15.

## Carrera
El nombre Daoko (だをこ) era originalmente su usuario web, el que sigue utilizando hasta el día de hoy.
Su primera gira fue el 15 de enero del 2016 en Tsutaya O-East, Tokio, Japón. En 2015, Daoko estuvo nominada como 'Next Break Artist' en los premios MTV Japón 2015.
Ha llamado la atención de múltiples artistas japoneses como M-Flo, los que dirigieron la colaboración para producir el tema "IRONY" en 2013, el que fue utilizado como canción principal en la película 鷹の爪~美しきエリエール消臭プラス~。

## Biografía
Daoko lanzó su primer álbum, "Hypergirl", el 5 de diciembre de 2012 con la productora Low High Who?.
Recibió una gran cantidad de atención gracias a su colaboración con TeddyLoid aportando su voz en el video musical "Me!Me!Me! feat. daoko", compuesto el 21 de noviembre de 2014. Daoko dejó la productora Low High Who? después de lanzar su último disco "Dimensión" el 4 de febrero de 2015 y posteriormente cerró su blog.

## Discografía y trabajos

### Solo
| Fecha de liberación      | Título                                                            | Discográfica        | Ediciones                                                                          |
| ------------------------ | ----------------------------------------------------------------- | ------------------- | ---------------------------------------------------------------------------------- |
| Producción independiente |                                                                   |                     |                                                                                    |
| 20 de julio de 2012      | Shoki Shojo (初期症状)                                            |                     | Digital                                                                            |
| 11 de septiembre de 2013 | Ututu EP                                                          | LOW HIGH WHO?       | Regular                                                                            |
| 24 de diciembre de 2014  | きれいごと EP                                                     | FLY N' SPIN RECORDS | Regular                                                                            |
| Importante               |                                                                   |                     |                                                                                    |
| 16 de agosto de 2017     | Uchiage Hanabi 打上花火                                           | Toy's Factory       | Regular Edición Limitada (Con DVD)                                                 |
| 15 de octubre de 2017    | Step-up Love                                                      | Toy's Factory       | Regular Type A Regular Type B Edición Limitada (Con DVD)                           |
| 14 de septiembre de 2016 | Moshimo Bokura ga Game no Shuyaku de Daisuki with TeddyLoid/BANG! | Toy's Factory       | Regular Edición Limitada (Con DVD) Type A Edición Limitada (Con DVD) Type B        |
| 21 de octubre de 2015    | ShibuyaK                                                          | Toy's Factory       | Regular Edición Limitada (Con DVD) Type A - Girl Edición Limitada (Con DVD) Type B |

### Álbum
| Fecha de liberación     | Título         | Discográfica  | Ediciones                                         |
| Etiqueta indie          | Etiqueta indie |               |                                                   |
| ----------------------- | -------------- | ------------- | ------------------------------------------------- |
| 5 de diciembre de 2012  | Hypergirl      | LOW HIGH WHO? | Regular                                           |
| 11 de diciembre de 2013 | Gravity        | LOW HIGH WHO? | Regular 11/12/2013 Kai (Relanzamiento) 18/01/2017 |
| 4 de febrero de 2015    | Dimension      | LOW HIGH WHO? | Regular                                           |
| Importante              |                |               |                                                   |
| 25 de marzo de 2015     | Daoko          | Toy's Factory | Regular Edición Limitada (2 CDs)                  |
| 20 de diciembre de 2017 | Thank You Blue | Toy's Factory | Regular Edición Limitada (Con DVD)                |

### Novela
El 10 de octubre de 2017 lanza su novela One-room Seaside Step con la editorial Kadokawa. ISBN 978-4-040693-31-6

## Actuaciones
- 6 de abril de 2015 -Fiesta por su primer sencillo importante en Shibuya, Tokio, Japón.
- 17 de agosto de 2015 - Solo en vivo en Shibuya, Tokio, Japón.
- 14 de septiembre de 2015 - Animadora en la feria de intercambio de Nico Nico Vivo
- 15 de enero de 2016 - Primera gira (Tustaya O-East, Tokio, Japón)
- El 19 de agosto de 2017 realizó la presentación en su página web de su gira 2017 - 2018 llamada "Thank You Blue"[15]